# Penrhyn-Steinbruch

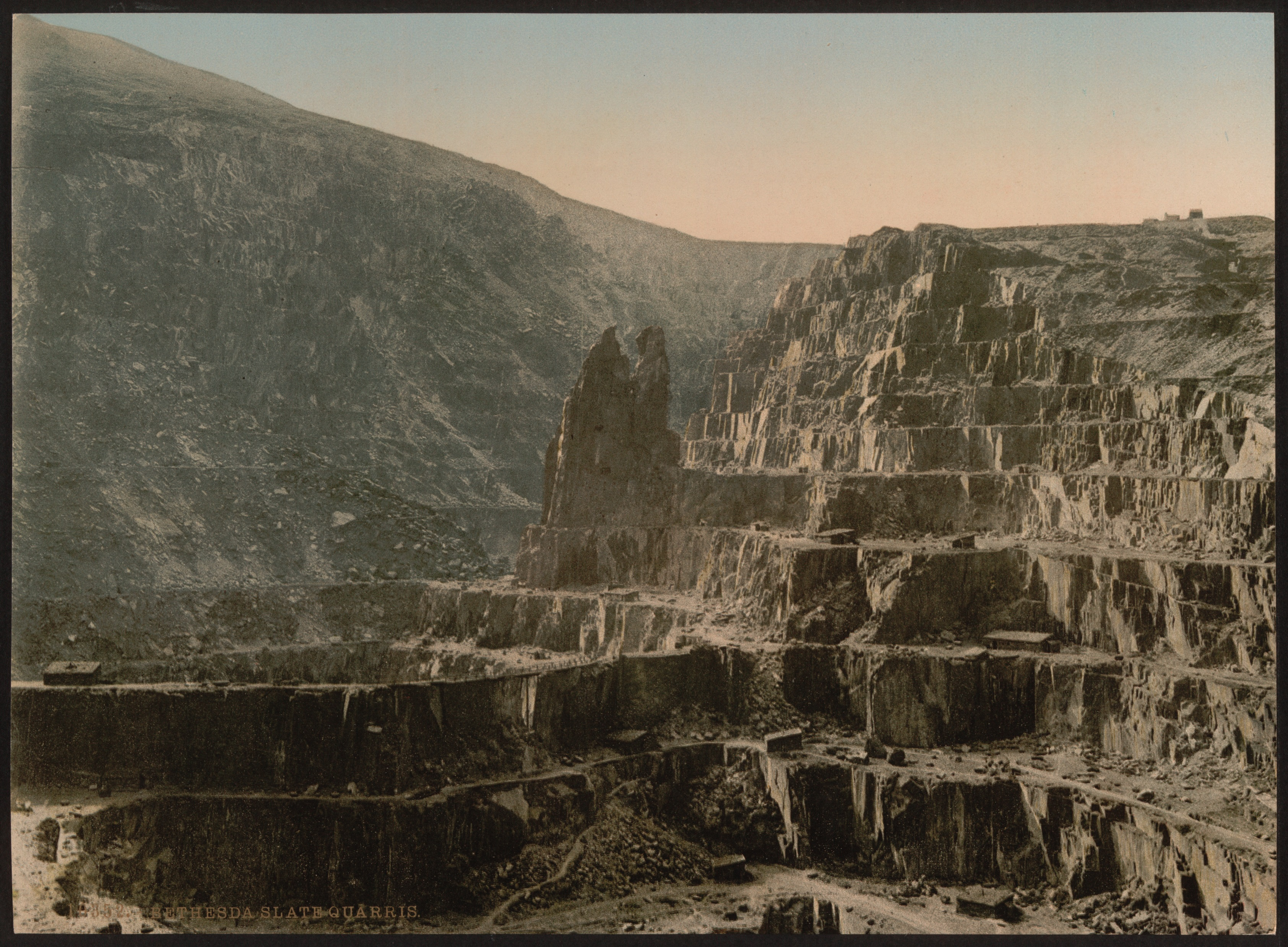
Der Penrhyn-Steinbruch um 1890

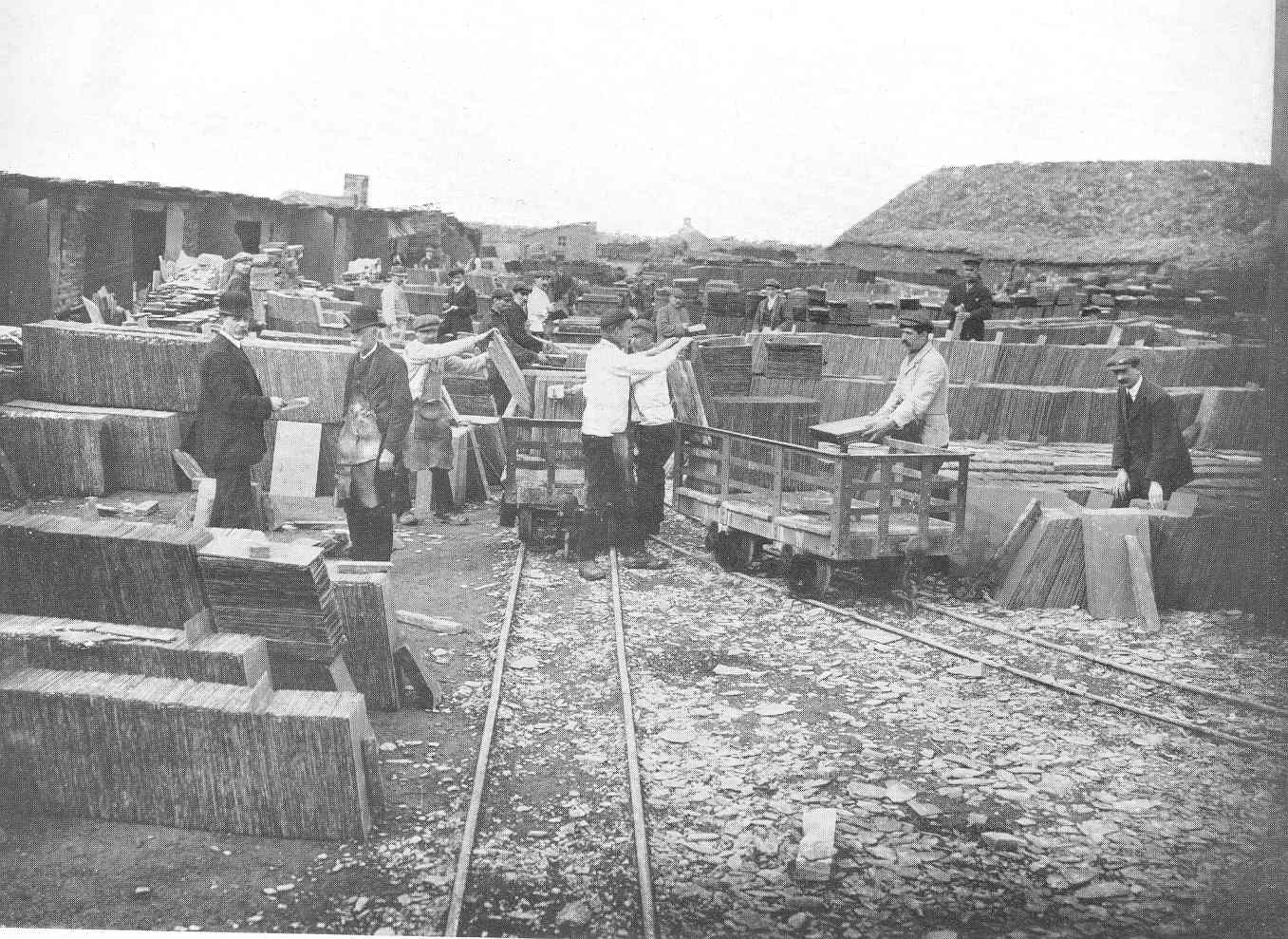
Verladung fertiger Schindeln auf Loren der Schmalspurbahn

Der Penrhyn-Steinbruch (Penrhyn Slate Quarry) ist ein großer Steinbruch in der Nähe von Bethesda in Wales. Der Steinbruch gilt als die größte Schieferabbaustätte der Welt und war wie der Dinorwic-Steinbruch während der Blütezeit der Schieferindustrie in Wales von großer wirtschaftlicher Bedeutung für diese Region. 
Der Steinbruch wurde 1770 von Richard Pennant eingerichtet. Es ist aber wahrscheinlich, dass hier schon vorher in kleinem Maßstab Schiefer gewonnen wurde. Die produzierten Schieferschindeln wurden mit einer eigenen Schmalspurbahn, der bereits 1798 eingerichteten Penrhyn Quarry Railway, in die Küstenstadt Port Penrhyn transportiert. Die Eisenbahn gilt als eine der ältesten der Welt. 
Der Penrhyn-Steinbruch hat außerdem einen wichtigen Platz in der Geschichte der britischen Arbeiterbewegung. Zweimal fanden hier lange Streiks der Arbeiter statt, die damit eine bessere Entlohnung und sicherere Arbeitsbedingungen durchsetzen wollten. Der erste Streik, der im Jahr 1896 begann, währte elf Monate. Der zweite Streik begann am 22. November 1900 und dauerte drei Jahre an. 
Schiefer wird im Penrhyn-Steinbruch auch heute noch abgebaut und zu Dachschindeln verarbeitet. Der Abbau erreicht jedoch nicht mehr den Umfang, den er während des 19. Jahrhunderts hatte. 
Im Jahre 2007 kaufte die Welsh Slate Limited den Steinbruch von der Alfred McAlpine Slate Limited für 31 Millionen £.